# Trường sinh bất tử
Trường sinh bất tử, Cuộc sống bất tử, Cuộc sống vĩnh cửu hay Bất tử là các thuật ngữ chỉ sự sống tồn tại đời đời, mãi mãi, vĩnh cửu bằng các hình thức can thiệp của y sinh học vào cơ thể động vật, thực vật và cao hơn là con người. Trong nhiều ngôn ngữ, từ "bất tử" đồng nghĩa với từ "vĩnh cửu".
Một số nhà khoa học, nhà tương lai học và triết học đã đưa ra giả thuyết về sự bất tử của cơ thể con người và biện hộ rằng sự bất tử của con người có thể đạt được trong vài thập kỷ đầu tiên của thế kỷ 21, trong khi những người ủng hộ tin rằng cuộc sống bất tử là một mục tiêu có thể đạt được nhiều hơn trong thời gian ngắn hạn, với sự bất tử đang chờ đột phá nghiên cứu sâu hơn vào một tương lai không xác định. Aubrey de Grey, một nhà nghiên cứu đã phát triển một loạt các y sinh học trẻ hóa để đảo ngược quá trình lão hóa của con người (gọi là SENS), ông tin rằng kế hoạch đề ra của mình có thể kết thúc quá trình lão hóa trong hai hoặc ba thập kỷ tới. Sự vắng mặt của sự lão hóa sẽ cung cấp cho con người với sự bất tử sinh học nhưng không phải bất tử cho đến chết bởi chấn thương vật lý.
Hình thức một cuộc sống kéo dài mãi mãi của con người người bất tận sẽ mất hoặc liệu một phi vật chất linh hồn tồn tại và sở hữu bất tử, đã là một điểm yếu của trọng tâm của tôn giáo, cũng như các đối tượng đầu cơ, tưởng tượng, và cuộc tranh luận. Trong hoàn cảnh tôn giáo, sự bất tử thường được xác định là một trong những lời hứa của Thiên Chúa (hoặc các vị thần khác) để con người có biểu hiện tốt đẹp nếu không làm theo luật Chúa hoặc các vị thần khác.

## Định nghĩa

### Tôn giáo
Niềm tin vào một thế giới bên kia là một nguyên lý cơ bản của hầu hết các tôn giáo, trong đó có Ấn Độ giáo, đạo Sikh, Kitô giáo, Zoroastrianism, Hồi giáo, Do Thái giáo, và Bahá'í Faith; Tuy nhiên, khái niệm về một người bất tử linh hồn không phải là vậy. "Linh hồn" tự nó có ý nghĩa khác nhau và không được sử dụng trong cùng một cách trong các tôn giáo khác nhau và các giáo phái khác nhau của một tôn giáo. Ví dụ, các chi nhánh khác nhau của Kitô giáo có quan điểm không đồng ý về sự bất tử của linh hồn và quan hệ của nó đối với cơ thể.

## Quan điểm tôn giáo

### Phật giáo
Phật giáo ra đời trong phong trào đấu tranh chống đạo Bàlamôn, chống lại sự phân biệt đẳng cấp, đòi bình đẳng xã hội, nên không thể không bác bỏ những luận điểm cơ bản của Kinh Vêđa và Kinh Upanishad (những bộ kinh này là cơ sở giáo lý của Đạo Balamôn, tiền thân của Ấn giáo ngày nay). Đạo Phật không thừa nhận linh hồn vũ trụ tối cao Brahman và linh hồn cá thể bất tử atmam. Theo Đạo Phật, cơ thể của chúng sinh được cấu tạo từ những yếu tố vật chất và tinh thần gọi là ngũ uẩn gồm sắc (tức vật chất gồm đất, nước, lửa, gió) và danh(gồm 4 yếu tố tinh thần: thụ, tưởng, hành, thức). Khi chết, những yếu tố này phân hủy, nên không còn cái atman bất tử. Tuy nhiên, Đạo Phật lại thừa nhận sự tái sinh ở kiếp sau và tiếp thu một số yếu tố của Đạo Bàlamôn, như sự luân hồi, nghiệp báo, sự tu luyện nhưng mang nghĩa khác để đạt đến sự giải thoát.
Với nhà Phật, giáo lý siêu việt của Đức Phật luôn chú trọng về nhân quả, về nghiệp duyên, luân hồi, cho nên sẽ không có những phương pháp chỉ dạy cho chúng sinh lao theo những cuộc tìm kiếm vô vọng sự bất tử trường sinh ở trần gian tạp uế; mà chỉ có con đường Chánh đạo dẫn cho con người tìm đến với an vui thanh thản, với giải thoát.... Pháp Phật chỉ cho con người phương pháp đoạn trừ phiền não, dứt lìa khổ đau, liễu sinh thoát tử tìm đến an nhiên cực lạc qua mỗi bước chân đại lực không rời Bát Chánh đạo. Trường sinh bất tử có chăng thì cũng chỉ hiện hữu tồn tại ở một cõi siêu thoát vĩnh hằng vượt khỏi vòng luân hồi (Niết bàn), bất tử bất sinh, mà chỉ bậc giác ngộ chân tu mới chứng đắc được tận cùng rốt ráo.

### Hồi giáo, Kitô giáo, Thiên chúa giáo
Các tôn giáo như Kitô giáo (Christianity) do Jesus sáng lập đầu Công nguyên và Hồi giáo (Islam) do Môhamet sáng lập vào thế kỷ VII đều tin vào sự bất tử của linh hồn con người. Theo Kitô giáo và Hồi giáo, khi chết cơ thể trở về đất bụi nhưng linh hồn vẫn tiếp tục tồn tại. Đến ngày cuối cùng, được gọi là Ngày tận thế (The End of the World) hay Ngày phán xử (The Day of Judgement), Thượng đế sẽ phán xét tất cả, cho những ai trong lúc sinh thời đã có lòng tin ở Thượng đế và làm nhiều điều tốt lành sẽ được phục sinh, nghĩa là được sống lại với cả thể xác và linh hồn giống như sự phục sinh của Kitô trước đây, và được lên Thiên đường. Những người khác sẽ bị đày xuống địa ngục vĩnh viễn.
Thiên đường được miêu tả trong Kinh Khải huyền, kinh cuối cùng trong toàn bộ Kinh Thánh của Kitô giáo là Thành phố Giê-ru-sa-lem tráng lệ ở trên trời, có 12 cửa thành, nền và tường thành xây toàn bằng vàng và đủ các loại ngọc quý. Những người được lên Thiên đường sẽ vô cùng hạnh phúc, sẽ trường sinh bất tử, không còn đau khổ, chết chóc. Chúa Giêxu đã mặc khải như sau:
"Tôi thấy Thành Thánh là Giê-ru-sa-lem mới, từ trên trời, từ nơi Thiên Chúa mà xuống, sẵn sàng như tân nương trang điểm để đón tân lang. Rồi tôi nghe phía ngai có tiếng to: Đây là nhà tạm Thiên Chúa ở cùng nhân loại! Người sẽ cư ngụ cùng với họ. Họ sẽ là dân của Người, còn chính Người sẽ là Thiên- Chúa- ở -cùng- họ. Thiên Chúa sẽ lau sạch nước mắt họ. Sẽ không còn sự chết; cũng chẳng còn tang tóc, kêu than và đau khổ nữa, vì những điều cũ đã biến mất."
Thiên đường cũng được mô tả một cách rất cụ thể cảm tính trong Kinh Côran: Đó là một nơi có mùa xuân bất tận, cây cối xanh tốt quanh năm với đủ các loại hoa quả, có các suối nước róc rách. Trên Thiên đường, của cải dồi dào, mọi người tha hồ hưởng vinh hoa phú quý; mỗi bữa ăn có hàng mấy trăm món ăn, thức uống, rượu vang; đặc biệt là có các trinh nữ mắt đen xinh đẹp làm vợ, các chàng trai trẻ làm nô tỳ.
Trong Kinh Kôran có đến 8 chỗ nói về các trinh nữ có mắt đen láy là phần thưởng cho những người Hồi giáo trên Thiên đường. Số lượng trinh nữ được Môhamet xác định là 72. Bin Laden từng hứa hẹn một thiên đường với các cô gái đồng trinh dành cho các phần tử khủng bố cảm tử của mình. Ngày 19 tháng 8 năm 2001, kênh truyền hình Mỹ CBS phát đi một cuộc nói chuyện với một chiến sĩ phong trào HAMAS là Muhammad Abu Wardeh, người đã tuyển mộ các phần tử khủng bố cho các vụ tấn công tự sát ở Israel. Abu Wardeh nói: "Nếu anh là một kẻ tử vì đạo, Thượng đế sẽ thưởng cho anh 70 cô gái đồng trinh, 70 người vợ và hạnh phúc vĩnh cửu"
Như vậy, niềm tin của tín đồ Kitô giáo và Hồi giáo vào sự bất tử của cá nhân ở kiếp sau hoàn toàn chỉ dựa vào sự khẳng định trong các kinh sách như Kinh thánh (The Holy Bible, gồm hai phần Cựu ước và Tân ước) của Kitô giáo vàKinh Côran (Q’uran) của Hồi giáo và những lời hứa hẹn của các giáo chủ; thật ra không có gì đảm bảo chắc chắn là có kiếp sau và Thiên đường. Nhà triết học Pháp Blaise Pascal (1623-1662) đã từng coi niềm tin vào Thượng đế như là một canh bạc, một sự cá cược, trong đó người tin chỉ có được chứ không có mất, còn người không tin chỉ có mất chứ không có được. Pascal lập luận: Nếu bạn tin vào Thượng đế và Thượng đế thật sự tồn tại thì bạn sẽ được cả một Thiên đường hạnh phúc, còn nếu Thượng đế không tồn tại thì bạn chẳng mất gì cả. Còn ngược lại, nếu bạn không tin vào Thượng đế và điều không tin của bạn là đúng thì bạn chẳng được gì cả, còn nếu điều này không đúng (nghĩa là có Thượng đế nhưng bạn lại không tin) thì bạn sẽ bị trừng phạt và đưa xuống địa ngục vĩnh viễn.

### Ấn Độ giáo
Ngay từ thời cổ đại, Kinh Vêđa mà trực tiếp là Kinh Upanishad ở Ấn Độ đã lý giải vấn đề này như sau: Brahman (linh hồn vũ trụ) được coi là thần thánh sáng tạo tất cả. Atman (linh hồn của mỗi con người, mỗi cá thể súc vật, cây cỏ, v.v.), là một bộ phận của linh hồn vũ trụ, nên về nguyên tắc nó cũng bất tử như linh hồn vũ trụ. Khi cơ thể sinh vật chết đi, atman sẽ tách khỏi cơ thể và đầu thai sang một cơ thể khác mới sinh ra, tiếp tục cuộc sống ở một kiếp khác. Kiếp sau có thể là người, là súc vật hay cây cỏ. Linh hồn cứ đầu thai hết kiếp này sang kiếp khác trong một cái vòng tròn lẩn quẩn như vậy gọi là sự luân hồi (samsara: bánh xe quay tròn). Con người chịu hậu quả của hành vi của chính mình gọi là "nghiệp" (karma: hành động). Chính cái nghiệp của kiếp này quy định cuộc sống ở kiếp sau. Để giải thoát khỏi cái vòng luân hồi, nghiệp báo, con người phải dốc lòng tu luyện, từ bỏ ham muốn dục vọng để linh hồn được "siêu thoát", tức thoát khỏi sự ràng buộc của cơ thể và trở về với linh hồn vũ trụ tối cao, đạt đến hạnh phúc và sự bất tử vĩnh hằng.

## Quan điểm khoa học và chủ nghĩa vô thần
Đối với các nhà khoa học, mặc dù họ rất mong muốn sự bất tử, nhưng lý trí khoa học không chứng minh được có sự bất tử theo quan điểm của các tôn giáo truyền thống nên họ không thể tin vào sự bất tử theo quan điểm của các tôn giáo.
Carl Sagan (1934-1996), nhà thiên văn học nổi tiếng Mỹ đã từng là giáo sư thiên văn học ở Đại học Harvard và Đại học Cornell ở Ithaca, New York viết:
"Nếu có bằng chứng tốt về cuộc sống ở kiếp sau được công bố, tôi sẽ là người sốt sắng trong việc xem xét vấn đề này; nhưng đó phải là những cứ liệu khoa học, không phải là chuyện huyền thoại... Tôi nói, thà rằng sự thật cay nghiệt còn hơn sự tưởng tượng dùng để an ủi"... "Tôi cũng thích tin rằng sau khi tôi chết tôi sẽ sống lại, rằng một phần tư duy, tình cảm, ký ức của tôi sẽ tiếp tục tồn tại. Nhưng càng muốn tin vào điều đó, và mặc dù những truyền thống văn hóa lâu đời khắp thế giới khẳng định có kiếp sau, tôi càng không thấy có gì hơn rằng đó chỉ là điều suy nghĩ mong ước (a wishful thinking) mà thôi" 
Nhà bác học Albert Eintein (1879-1955) đã phê phán hạn chế của các quan điểm tôn giáo lấy sự mong muốn bất tử của cá nhân và sự hứa hẹn được ban thưởng ở kiếp sau làm động cơ đạo đức của cá nhân. Ông nói: "Tôi không tin vào sự bất tử của cá nhân. Tôi coi đạo đức chỉ liên quan đến con người mà thôi và không có một quyền lực siêu nhân nào ở đằng sau cả." 
Einstein đã vạch ra sự phi lý trong quan niệm về sự ban thưởng hay trừng phạt của Thượng đế, vì điều này mâu thuẫn với quan niệm của tôn giáo về tính toàn năng của Thượng đế. Sự ban thưởng, trừng phạt chỉ chứng tỏ sự bất lực. Hơn nữa, dùng sự ban thưởng và trừng phạt để kích thích hành vi đạo đức chỉ dẫn đến sự ích kỷ của con người. Einstein viết:
"Tôi không thể hình dung một vị Thượng đế lại đi ban thưởng hay trừng phạt những sản vật của chính sự sáng tạo của mình". Cũng theo Einstein, "Hành vi đạo đức của một người phải dựa một cách có hiệu quả trên tình cảm, giáo dục, quan hệ và nhu cầu xã hội; không cần có một cơ sở tôn giáo nào. Con người sẽ thật là tồi tệ nếu anh ta phải kiềm chế vì sợ bị trừng phạt hoặc hy vọng ở sự ban thưởng sau khi chết." 
Về sự bất tử của cá nhân, Einstein bác bỏ các quan niệm tôn giáo và đưa ra quan niệm về "sự bất tử tương đối" (relative immmortality). Einstein nói: "Sự bất tử ư ? Có hai loại. Loại thứ nhất nằm trong trí tương tượng của con người và do vậy chỉ là một ảo tưởng. Có một sự bất tử tương đối đó là sự duy trì ký ức về một cá nhân qua một số thế hệ. Tuy nhiên, chỉ có một sự bất tử thật sự duy nhất, ở phạm vi vũ trụ, đó là sự bất tử của chính vũ trụ. Không có một sự bất tử nào khác"
Lý luận về sự bất tử tương đối của Albert Einstein được các nhà vô thần phát triển. Theo quan điểm vô thần, sự bất tử tương đối của cá nhân được thực hiện một cách hiện thực bằng những con đường như sau:
- Thông qua con cháu của chúng ta. Về mặt sinh học, thế hệ sau thông qua sự di truyền mà kế thừa có chọn lọc và phát triển tất cả những gì mà cơ thể chúng ta đã đạt được. Về mặt ý thức, thế hệ sau sẽ kế thừa những tri thức khoa học, kinh nghiệm sống và chuẩn mực đạo đức, v.v., của thế hệ đi trước. Như vậy theo quan điểm duy vật, chỉ xét về mặt thể xác thôi thì cũng đã thấy chết không phải là hết. Loài người là một dây chuyền vô tận của vô số những thế hệ nối tiếp nhau, mỗi thế hệ là sự phủ định và kế thừa những thành quả phát triển của cơ thể và ý thức của tất cả những thế hệ đi trước. Thế hệ trước để lại mầm sống cho thế hệ sau; thế hệ sau là sự nối tiếp sự sống của thế hệ trước. Cho nên, việc chuẩn bị và chăm lo về mọi mặt cho thế hệ sau cũng chính là vì sự bất tử của con người.[3]
- Sự bất tử tương đối của cá nhân còn được thực hiện thông qua những việc làm tốt, những tấm gương hy sinh, bằng những sự nghiệp và công trình đóng góp vào sự giải phóng con người, vào sự phát triển văn hóa và văn minh nhân loại. Ở đây "có cái chết hóa thành bất tử".[3]
- Sự bất tử tương đối của cá nhân còn thể hiện ở sự tồn tại lâu dài của một người đã chết trong ký ức của nhiều thế hệ mai sau. Một người chỉ thật sự chết khi hoàn toàn không còn tồn tại trong ký ức của người sống.[3]

Lý luận về sự bất tử tương đối của cá nhân có một ý nghĩa đạo đức rất sâu sắc. Nó không chỉ bác bỏ ảo tưởng sự bất tử của cá nhân theo quan niệm tôn giáo mà khắc phục được quan niệm tầm thường coi cuộc sống của con người chỉ ngắn ngủi trong mấy chục năm và cái chết là sự chấm dứt hoàn toàn sự tồn tại của một cá nhân. Nó có vai trò thúc đẩy hành vi đạo đức của con người ở những khía cạnh sau đây:
- Trách nhiệm, nghĩa vụ của con cháu, coi như sự báo hiếu đối với tổ tiên là chăm lo cho sự bất tử của các thế hệ đi trước bằng những việc làm thiết thực như việc bảo quản phần mộ người quá cố, những kỷ vật của người chết để lại; việc thờ cúng, tổ chức kỷ niệm ngày sinh, ngày giỗ của tổ tiên v.v., là những việc làm mang tính nhân đạo rất sâu sắc của nhiều dân tộc trên thế giới. Đối với những người đã hy sinh cho Tổ quốc trong các cuộc đấu tranh giải phóng dân tộc, chúng ta có trách nhiệm làm cho công lao, chiến công của họ trở thành bất tử.[3]
- Chăm lo cho con cháu cũng là chăm lo cho sự bất tử của chính chúng ta.Do vậy, sự nghiệp trồng người, giáo dục con cháu trở thành những người kế tục sự nghiệp của các thế hệ đi trước cũng là một việc làm thiết thực không chỉ vì lợi ích chung mà còn vì lợi ích riêng của mỗi cá nhân. Ở đây có sự thống nhất giữa mục đích, lợi ích chung với mục đích, lợi ích riêng.[3]
- Mỗi cá nhân bằng lao động sáng tạo và sự hy sinh của mình đóng góp vào sự phát triển của cộng đồng và nhân loại sẽ để lại tiếng thơm trong lịch sử.[3]

## Bất tử vật lý
Nói về một cơ thể trở nên bất tử hoá, một cơ thể bất tử vật lý bao gồm các đặc điểm như trẻ mãi không già, khả năng tái tạo bộ phận đã mất, miễn nhiễm với bệnh tật, v.v...

## Bất tử sinh học
Là loại bất tử về lão hóa, nghĩa là không thể qua đời do tuổi già nhưng có thể chết đói, bệnh tật, tai nạn,...
Loại bất tử này được bắt gặp ở một số loài sinh vật ở trên Trái Đất

## Các công nghệ ứng dụng để bất tử

### Y sinh học

#### Liệu pháp gen
Chúng ta có thể sở hữu làn da chống đạn bằng cách ghép các tế bào Protein tơ nhện và gen gốc của mình. Tương tự phương pháp cấy ghép gen này sẽ giúp con người có khả năng tự tái tạo và chống lại mọi bệnh tật.

#### Thuốc trường sinh bất tử
Một loại thuốc giúp trẻ hóa các tế bào cơ thể có khả năng sẽ được tung ra thị trường vào năm 2018, nó sẽ kích hoạt cơ thể giải phóng một loại Enzyn chống lão hóa có tên là Sirtuin 1 giúp kéo dài tuổi thọ của con người thêm khoảng 15%.
Các nhà khoa học Mỹ gây ấn tượng mạnh khi khám phá một cơ chế hoàn toàn mới của quá trình lão hóa, và cứ thế đảo ngược lại toàn bộ tiến trình này. Họ tập trung vào một hóa chất gọi là NAD. Kết quả quan sát cho thấy hàm lượng của chất này sụt giảm một cách tự nhiên trong toàn bộ các tế bào khi đối tượng già đi theo thời gian. Cùng với sự biến mất dần của NAD, chức năng của ti thể - cỗ máy năng lượng nội tại của tế bào - cũng đình trệ hoạt động, dẫn đến giảm năng suất và khiến tế bào bị lão hóa.
Các thí nghiệm rất tinh vi đã chỉ ra rằng: nỗ lực nâng cao hàm lượng NAD trong các tế bào, bằng cách bổ sung hóa chất giúp chuyển hóa thành NAD một cách tự nhiên, có thể đảo ngược quá trình hủy hoại tế bào theo thời gian. Các nhà khoa học đã bơm vào những con chuột thử nghiệm một chất enzyme gọi là télomérase để sửa chữa những tế bào bị hư hại và đảo ngược những dấu hiệu của lão hóa.
Theo đó, một tuần bổ sung "thuốc trẻ hóa" này cho chuột 2 tuổi có thể giúp cơ bắp của chúng quay về tình trạng hoạt động như lúc 6 tháng tuổi về mặt chức năng ti thể, loại bỏ chất thải độc hại trong cơ, ngăn chặn viêm nhiễm và kháng insulin.
Hiện nhóm chuyên gia vẫn tiếp tục cuộc nghiên cứu, với giai đoạn thử nghiệm lâm sàng dự kiến vào năm 2015. Tuy nhiên, thử nghiệm trên người sẽ phức tạp hơn vì khi đến tuổi trưởng thành, chất enzyme télomérase không hoạt động nữa, để tránh cho các tế bào tiếp tục phát triển một cách vô tổ chức và biến thành các tế bào ung thư. Ngoài ra, NAD chỉ là một khía cạnh của một vấn đề lớn, trong khi các yếu tố khác góp phần vào tình trạng già đi của tế bào vẫn chưa được giải quyết, chẳng hạn như tình trạng ngắn đi của các telomere (đoạn cuối của nhiễm sắc thể) hoặc tổn hại đối với DNA, vốn chưa thể được đảo ngược.

#### Cơ giới hóa cơ thể
Siêu vật liệu Metamaterial là những vật liệu nhân tạo cấu thành từ những linh kiện cực nhỏ. Chúng có thể được dùng thay thế các bộ phận sinh học trên cơ thể, giúp con người trở nên nhẹ nhàng hơn, và ngày nào đó sức khỏe sẽ giống siêu nhân trong phim.

#### Ướp xác hoặc đông lạnh
Các bác sĩ đã tiến hành đưa bệnh nhân vào trạng thái chết lâm sàng bằng phương pháp đông lạnh trong khoảng hai tiếng đồng hồ rồi cho tái sinh lại. Phương pháp này có thể phát triển đến mức cho phép con người ngủ đông không hạn chế giới hạn thời gian.
Đông lạnh là kỹ thuật bảo tồn xác chết trong nitrogen lỏng ở nhiệt độ -196 độ C, đã được khởi đầu từ thập niên 1960. Các bác sĩ bơm vào người 16 loại hóa chất, hút hết máu ra, thay vào đó là dung dịch  bảo quản nội tạng. Cuối cùng, việc "ngủ đông" được xử lý bằng nitơ lỏng, cứ mỗi tiếng đồng hồ nhiệt độ cơ thể lại hạ thấp 1ºC cho đến khi đạt được -196ºC. Trong thùng nitơ lỏng, cơ thể nằm với tư thế đầu dốc ngược xuống cho đến lúc được "đánh thức". Phương pháp bảo tồn cơ thể người hiện vẫn chưa thể đảo ngược với trình độ khoa học hiện nay, nhưng những người theo thuyết đông lạnh vẫn hy vọng rằng một ngày nào đó trong tương lai, các xác chết nằm bất động trong băng có thể được hồi sinh nhờ vào công nghệ hiện đại hơn. Khó có được số liệu thống kê chính xác, nhưng ước tính có khoảng 2.000 người đã đăng ký chương trình mạo hiểm đánh cược mạng sống này và đã có 250 người hiện trong tình trạng đông lạnh, cùng với hơn 100 thú cưng. Trong số những người thích thú với viễn cảnh bất tử nhờ vào phương pháp này còn có cả giám khảo chương trình X-Factor nổi tiếng Simon Cowell.
Tiên phong trong công nghệ này là công ty Alcor. Thành lập năm 1972 tại bang California bởi Fred Chamberlain cùng vợ là Linda, dưới hình thức một tổ chức phi lợi nhuận. Thoạt đầu Công ty Alcor có tên là "Hội hạ thân nhiệt liên bang".
Năm 1977, "Hội hạ thân nhiệt liên bang" đổi tên thành "Quỹ mở rộng cuộc sống Alcor" - hay còn được gọi là Công ty Alcor và được luật pháp Mỹ cho phép hoạt động trong lĩnh vực bảo quản cơ thể con người bằng hình thức đông lạnh, phục vụ cho nghiên cứu khoa học. Bên cạnh đó, Alcor còn được Trans Time, Inc - một tổ chức cũng đang nghiên cứu về "ngủ đông", trụ sở ở vịnh San Francisco cho mượn cơ sở để làm nơi bảo quản cơ thể những người "ngủ đông". Thời điểm mới thành lập, tất cả mọi nghiên cứu về "ngủ đông" của Công ty Alcor đều phải nhờ vào phòng thí nghiệm của Công ty Cryovita, do bác sĩ phẫu thuật Jerry Leaf lãnh đạo. Mãi đến năm 1982, Alcor mới xây dựng được nhà xưởng của riêng mình tại thành phố Scottsdale, bang Arizona.
Tính đến ngày 31 tháng 5 năm 2016, Công ty Alcor đã có 1.448 thành viên, trong đó 227 thành viên đang chờ được đông lạnh và 146 thành viên đã được đông lạnh. Trong đó nhiều người chọn hình thức đông lạnh toàn thân nhưng cũng có người chỉ chọn đông lạnh bộ não. Không chỉ đông lạnh con người, Alcor còn đông lạnh cả "thú cưng" nữa. Hiện tại, có 33 con vật đang ngủ đông phần lớn là chó, mèo, vài con chim và một con ngựa.

#### Tim nhân tạo
Trong vòng một thập kỷ nữa, một trái tim hoàn chỉnh có thể được tạo ra bằng phương pháp in 3D từ chất béo và Collagen. Tim sẽ là một thứ phụ tùng có thể thay thế nhằm tăng tuổi thọ thêm 10 năm.

#### Công nghệ hóa máu người
Các nhà nghiên cứu đã tạo ra một loại máu mới, hứa hẹn máu người sẽ được sản xuất đại trà trong nhà các máy. Truyền máu mới vào cơ thể có thể đảo ngược quá trình lão hóa tới 50 năm.

#### Tác động phân tử
Ngăn chặn các phân tử ảnh hưởng tới Insulin và các tính hiệu dinh dưỡng làm tăng tuổi thọ của những con giun trong phòng thí nghiệm. Áp dụng phương pháp này lên cơ thể con người có thể kéo dài cuộc sống chúng ta tới 500 năm.

#### Công nghệ nano y học
Đến năm 2050, những con robot có khả năng tự tái tạo sẽ được đưa vào cơ thể con người, chúng sẽ chữa tất cả các tế bào bị hư hỏng hay già cỗi. Giúp chúng ta chống chọi với bệnh tật. Trường sinh bất tử sẽ nằm trong tầm tay con người cách đây không xa.

##### Tác động Nhiễm sắc thể
Cơ thể sinh vật gồm nhiều tế bào. Trong mỗi tế bào có nhân. Trong nhân tế bào có nhiễm sắc thể dính vào nhau theo từng cặp. Con người có 23 cặp tương ứng 46 nhiễm sắc thể. Một cặp nhiễm sắc thể bao gồm hai sợi DNA cuộn vào nhau như lò xo. DNA (Deoxyribo Nucleic Acid) mang nhiều gene và là chỉ thị được mã hóa để cơ thể sinh vật biết cách sản xuất ra các tế bào, các bộ phận khác và cách vận hành chúng.
Telomere nằm ở đoạn cuối của nhiễm sắc thể. Chúng cũng chứa những đoạn DNA nhưng không phải là gene. Telomere có nhiệm vụ bảo vệ phần tận cùng của nhiễm sắc thể và ngăn không cho chúng dính vào nhau - giống như những mẩu chất dẻo ở hai đầu giữ cho sợi dây buộc giày khỏi bị xơ. Các đoạn kết thúc của nhiễm sắc thể sẽ ngắn hơn sau mỗi lần tế bào phân chia và quá trình rút ngắn cứ tiếp diễn cho đến khi tế bào không thể phân chia được và chết.
Tuy nhiên, telomerase, một enzyme đặc biệt, có khả năng duy trì và phục hồi chiều dài của telomere, Healthday đưa tin. Một nghiên cứu chứng minh rằng telomerase được "kích hoạt" trong phần lớn tế bào ung thư.
Telomerase bắt đầu hoạt động khi con người còn ở dạng bào thai - giai đoạn mà các tế bào phân chia cực nhanh. Trước tuổi thứ 4 hoặc 5, telomerase sẽ ngừng hoạt động trong đa số tế bào. Điều đó có nghĩa là đoạn kết thúc của nhiễm sắc thể sẽ thoái hóa theo thời gian khiến các tế bào già và cuối cùng ngừng phân chia. Hậu quả là chúng ta sẽ chết vì già. Nhưng nhờ có telomerase nên các tế bào ung thư chẳng những không chết mà còn sinh sôi theo từng ngày.

#### Nhân bản
Các nhà khoa học đã đạt những thành tựu lớn với kỹ thuật nhân bản. Nhờ kỹ thuật sinh sản vô tính, con người có thể tạo ra cá thể sống với cấu tạo đa bào giống hệt bản gốc về mặt di truyền. Tất nhiên, trí óc của bản sao không thể giống hệt bản gốc. Nếu không cần một cá thể sống hoàn chỉnh, ta vẫn có thể nhân bản các cơ quan nội tạng và cấy chúng vào cơ thể của nguyên bản. Khao khát sống mãi của con người có thể trở thành hiện thực nhờ kỹ thuật tiên tiến đó, Popsci nhận định.

##### Ngăn quá trình lão hóa
SENS là 4 từ viết tắt của Strategies for Engineered Negligible Senescence (Những phương pháp loại bỏ sự lão hóa). Trong giới tự nhiên, ban đầu giới khoa học dùng khái niệm "loại bỏ lão hóa" cho tôm hùm và thủy tức, bởi chúng không trải qua quá trình lão hóa, Livescience cho hay. Các nhà sinh học nghiên cứu về SENS muốn diệt mọi loại bệnh do lão hóa gây ra. Mục tiêu của họ không phải là tạo ra thần dược để chữa mọi loại bệnh cho mọi người ở mọi lứa tuổi, mà là tạo ra nhiều liệu pháp nhằm làm giảm bệnh tật và quá trình lão hóa tùy vào cơ địa của mỗi cá nhân.
Để khích lệ quá trình nghiên cứu và tìm ra những phương pháp như thế, Quỹ Methuselah, một tổ chức phi lợi nhuận tại Mỹ ra đời nhằm kéo dài tuổi thọ của con người, đã hứa sẽ trao giải thưởng cho những nhà khoa học có thể phá kỷ lục trong việc kéo dài tuổi thọ ở chuột - nền tảng để nghiên cứu kéo dài tuổi thọ con người. Kỷ lục hiện tại là 1.819 ngày - con số khá ấn tượng đối với một loài vật có tuổi thọ tự nhiên chỉ dưới một năm.

##### Bất tử nhờ tiến hóa
Marios Kyriazis, một nhà sinh vật học nổi tiếng khắp thế giới nhờ những nghiên cứu trong lĩnhvực chống lão hóa, tin rằng bất tử là một hệ quả không thể tránh khỏi của quá trình tiến hóa, Newscientist cho hay. Não của con người sẽ trở nên phức tạp hơn để có khả năng duy trì sự sống cho cơ thể trong thời gian vô hạn. Quá trình lão hóa sẽ chậm lại để từ từ thích nghi với bộ não mới, và cuối cùng sẽ dừng khi cơ thể ta hoàn toàn tiến hóa vượt bậc.

#### Công nghệ tế bào gốc
Việc xuất hiện G5 cùng những liên quan tới tế bào gốc tiếp tục hâm nóng sự thần kỳ và những bước tiến của công nghệ này. Thông tin về thành tựu ứng dụng tế bào gốc quả thực đang hấp dẫn giới truyền thông toàn cầu, được "săn lùng" và truyền bá rộng rãi. Vài thập kỷ qua, những đột phá của công nghệ tế bào gốc trong việc làm đẹp và làm chậm quá trình già hóa đã thu hút nhiều lãnh đạo quốc gia, doanh nhân tài ba, ca sĩ hay diễn viên danh tiếng đổ về Thụy Sĩ, Đức và Nhật Bản để được tiêm tế bào gốc với giá "khủng" nhằm đổi lấy sự "thanh tân".
Về mặt lý thuyết, công nghệ tế bào gốc có khả năng giúp con người thực hiện giấc mơ trường sinh bất lão. Tế bào gốc có khả năng tăng sinh nhiều, trong quá trình tăng sinh nó tự làm mới và trở lại trạng thái non trẻ ban đầu - tức là trẻ mãi không già. Do vậy, người ta nghĩ đến chuyện: khi các tế bào trong cơ thể già đi hoặc bị hư hại thì lấy tế bào gốc để tái tạo và thay thế, như vậy con người sẽ cải lão hoàn đồng và trở nên bất tử? Tuy nhiên, tất cả chỉ là lý thuyết khi trên thực tế chưa hề có công trình nào thực hiện được điều này.
Năm 2012, giải thưởng Nobel Y Sinh học được trao cho hai nhà khoa học đến từ Anh và Nhật Bản với đề tài "Tế bào trưởng thành có thể tái lập trình để trở thành các tế bào đa năng". Đây là lần thứ ba và hai lần liên tiếp trong năm năm (2007 - 2012) công nghệ tế bào gốc được vinh danh với giải thưởng danh giá này. Hai nhà khoa học đã tạo nên một cuộc cách mạng về y học nhờ khám phá khả năng chuyển đổi tế bào đã trưởng thành ngược lại thành tế bào gốc toàn năng nhân tạo.
Tuy nhiên, dù chưa nên hình hài gì nhưng bản chất của tế bào gốc phôi thai là một sinh mạng (bởi từ khi trứng được thụ tinh là đã có sự hiện diện của một con người). Không thể chấp nhận việc tạo ra một phôi người, sau đó chỉ lấy các tế bào gốc rồi hủy bỏ, đồng thời sử dụng tế bào đó để tạo ra các bộ phận cấy ghép cho các bộ phận hư hỏng ở một người khác. Việc này giống như lấy đi mạng sống của một người để cứu một người khác. Do đó, hiện nay khoa học tập trung vào nghiên cứu tế bào gốc trưởng thành lấy trong tủy xương, máu và mô mỡ.

### Chế tạo

#### In 3DvàIn 4D
Giới khoa học có thể tạo ra các thiết bị tương thích sinh học với con người để điều khiển chân và tay. Nghiên cứu do các nhà khoa học Đại học Tel Aviv, Israel thực hiện bằng công nghệ in 3D nhỏ, tạo ra thiết bị tương thích sinh học với con người và cấy ghép vào cơ thể. Các thiết bị này là một hệ thống vi cơ điện tử nhỏ có kích thước không lớn hơn một milimet và có thể hỗ trợ các hoạt động bình thường của con người như một bộ phận thật. Theo truyền thống, những hệ thống này được làm từ silicon, kim loại hoặc gốm sứ. Gần đây, tiến sĩ Leeya Engel và Jenny Shklovsky ở Đại học Tel Aviv tìm ra một loại vật liệu polymer mới từ công ty ở Pháp để áp dụng cho công nghệ in 3D. Từ đó, các nhà khoa học tạo ra những bộ phận giả theo hướng hoàn toàn mới.
Các chuyên gia cho biết, công nghệ mới có thể sẽ thay đổi tất cả, trong đó việc tạo ra chân tay giả hoạt động hiệu quả, an toàn và thoải mái hơn so với các vật liệu truyền thống.Những bộ phận giả được kết hợp bởi nhiều bộ truyền động và cảm biến nhỏ tích hợp. Chân tay giả được tạo ra từ công nghệ mới có thể thực hiện nhiều nhiệm vụ cùng lúc như công nghệ được tích hợp trong điện thoại thông minh và máy tính bảng.Theo tiến sĩ Engel, việc sử dụng các vật liệu mềm mới để làm thiết bị hỗ trợ hoạt động của con người có thể vượt qua các giới hạn của công nghệ và điều này như lắp Lego cho người lớn.

#### Nhà máy sản xuất máu
Máu là một thành phần rất quan trọng trong cơ thể giúp duy trì sự sống, mất quá nhiều máu có thể dẫn đến cái chết. Do đó, truyền máu là một trong những phương pháp y học rất hữu ích, tuy nhiên không phải lúc nào cũng có sẵn máu để truyền cho người bệnh. Bên cạnh đó mỗi người có một nhóm máu khác nhau và nếu truyền loại máu không thích hợp, hệ miễn dịch của người nhận sẽ có biến chứng và có thể gây tử vong.
Khoa học đã tìm ra phương pháp giải quyết vấn đề này, bằng cách tạo ra các tế bào máu trong phòng thí nghiệm từ nhóm máu O cơ bản (có thể được truyền cho bất kỳ nhóm máu nào khác). Đây là lần đầu tiên các nhà khoa học tạo ra máu nhân tạo có thể truyền cho người, đánh dấu sự kết thúc của việc hiến máu và mở ra ngành công nghiệp sản xuất máu.

### Tự động hóa

#### Công nghệ bionic
Khái niệm cybog (nửa người nửa máy) lần đầu tiên xuất hiện trong các tác phẩm khoa học viễn tưởng đã giúp các nhà khoa học có một ý tưởng về công nghệ bionic, tạo ra các bộ phận thay thế bằng máy móc. Y học phát triển cho phép chúng ta hiểu rõ hơn các cơ chế hoạt động của não, cũng như cách thức não bộ gửi thông tin điều khiển đến các bộ phận như tay chân. Nhờ đó, các nhà khoa học có thể mô phỏng lại các sóng não để giúp điều khiển những bộ phận chân tay giả hoạt động như thật.
Một dự án nghiên cứu và phát triển cánh tay robot bionic đang được thực hiện bởi FDA có tên là DEKA đã thu được những kết quả rất bất ngờ. Cánh tay có thể được điều khiển hoàn toàn bằng ý nghĩ của người được lắp, nó có thể dễ dàng cử động, cầm nắm các đồ vật với lực khác nhau. Cánh tay DEKA có thể tùy chỉnh để phù hợp với những người bị mất cả cánh tay từ vai xuống, hay những người chỉ bị mất phần cẳng tay từ cùi trỏ. Công nghệ bionic hứa hẹn sẽ giúp những người khuyết tật có khả năng hoạt động như những người hoàn toàn bình thường, với những bộ phận bằng máy móc được gắn trên cơ thể.

### Dự án Avatar
Nỗ lực du hành tới các hành tinh xa xôi hay trở lại quá khứ khám phá cuộc sống xa xưa sẽ được giải quyết bằng các Avatar thay thế. Người ta sẽ chuyển toàn bộ trí tuệ, ý thức, bộ nhớ của con người vào máy tính. Thoát khỏi hình dạng vật chất, con người sẽ tồn tại trong một mạng lưới tương tự internet, dưới dạng sóng điện tử và có thể di chuyển với tốc độ ánh sáng tới mọi nơi trong không gian và thậm chí có thể gia tăng tốc độ vượt qua ngưỡng ánh sáng để trở lại quá khứ. Khi đã tới địa điểm dự tính, những thông tin mã hóa chuyển đổi thông tin có sẵn tái tạo hình dạng con người Avatar để thực hiện nghiên cứ của mình.

## Nhận định, đánh giá
Trường sinh bất lão giết chết sự lãng mạn trong tình yêu. Các nhà tâm lý học chỉ ra rằng, tình yêu chỉ nên kéo dài qua các thập kỷ chứ không phải hàng thế kỷ. Họ lý giải rằng, mỗi ngày trôi qua, chúng ta phải tìm kiếm những câu chuyện hay, những điều bất ngờ thú vị dành cho người bạn tri kỷ của mình nếu muốn duy tình yêu lâu bền. Việc đó vốn đã không dễ dàng và sẽ càng trở nên khó khăn nếu bạn phải làm điều đó trong hàng thế kỷ chung sống. Mặt khác, các vấn đề thực tiễn như bùng nổ dân số, an ninh xã hội khi về hưu... sẽ làm gia tăng thêm mệt mỏi và căng thẳng, dẫn tới chất lượng cuộc sống giảm sút.
Con người trở nên lười biếng và thèm... chết. Các nhà triết gia như Martin Heidegger cũng đồng ý với quan điểm trên. Họ cho rằng thời gian hay nguy cơ về cái chết chính là động lực cho mọi công việc trong cuộc sống của con người hiện nay. Nếu có thể sống quá lâu, não bộ hình thành xu hướng trì hoãn với suy nghĩ rằng "Ta còn rất nhiều thời gian ở phía trước để hiện thực hóa các mục tiêu!" Điều này có nguy cơ gây ra tính lười biếng và để lại những hậu quả không tốt. Chưa hết, sống quá lâu khiến con người luôn rơi vào tình trạng lạc hậu, mù thông tin. Khoảng 10 năm tới sẽ là thời đại bùng nổ của công nghệ thông tin. Các phương tiện truyền thông, máy móc, thiết bị điện tử sẽ ngày càng được hiện đại hóa với một tốc độ chóng mặt. Trong điều kiện như vậy, những người sống quá lâu sẽ không đủ thời gian và tốc độ để thích ứng với hoàn cảnh. Hệ quả là họ luôn sống trong mặc cảm, tự ti về khả năng của bản thân. Nói không quá nếu cho rằng, một cuộc sống như vậy có lẽ còn bất hạnh hơn cả cái chết.